# Чемпіонат Югославії з футболу 1930
Чемпіонат Югославії з футболу 1930 (сербохорв. Првенство Југославије у фудбалу 1930.) — восьмий розіграш футбольної першості Югославії. До участі у змаганнях були залучені команди-переможці регіональних чемпіонатів, що попередньо брали участь у кваліфікаційних іграх. Чемпіоном країни вперше став клуб «Конкордія» із Загреба. 

## Регіональні чемпіонати
- Переможці футбольної асоціації Белграда — БСК, «Югославія»
- Переможці футбольної асоціації Загреба — ХАШК, «Конкордія»
- Переможець футбольної асоціації Любляни — «Ілірія»
- Переможець футбольної асоціації Сараєво — «Славія» (Сараєво)
- Переможець футбольної асоціації Спліта — «Хайдук»
- Переможець футбольної асоціації Суботиці — «Бачка»
- Переможець футбольної асоціації Осієка — «Славія» (Осієк)

## Кваліфікація
| Команда 1           | Заг.                | Команда 2             | 1-й матч   | 2-й матч   |
| ------------------- | ------------------- | --------------------- | ---------- | ---------- |
| Джерело: exyufudbal | Джерело: exyufudbal | Джерело: exyufudbal   | 06.07.1930 | 13.07.1930 |
| «Ілірія» (Любляна)  | 1 – 12              | «Конкордія» (Загреб)  | 1 – 6      | 0 – 6      |
| ХАШК (Загреб)       | 5 – 5               | «Славія» (Осієк)      | 3 – 3      | 2 – 2      |
| «Бачка» (Суботиця)  | 2 – 7               | «Югославія» (Белград) | 2 – 1      | 0 – 6      |

| Команда 1         | Рахунок | Команда 2     |
| ----------------- | ------- | ------------- |
| Осієк, 14.07.1930 |         |               |
| «Славія» (Осієк)  | 1 – 1   | ХАШК (Загреб) |

## Основний турнір

### Турнірна таблиця
|           | №  | Команда               | О  | І  | В | Н | П | МЗ | МП | М/І   |
| --------- | -- | --------------------- | -- | -- | - | - | - | -- | -- | ----- |
| Югославія | 1. | «Конкордія» (Загреб)  | 15 | 10 | 6 | 3 | 1 | 25 | 15 | 1,666 |
|           | 2. | «Югославія» (Белград) | 13 | 10 | 5 | 3 | 2 | 23 | 13 | 1,769 |
|           | 3. | «Хайдук» (Спліт)      | 13 | 10 | 5 | 3 | 2 | 21 | 17 | 1,235 |
|           | 4. | БСК                   | 12 | 10 | 5 | 2 | 3 | 26 | 16 | 1,625 |
|           | 5. | «Славія» (Сараєво)    | 6  | 10 | 2 | 2 | 6 | 15 | 23 | 0,652 |
|           | 6. | «Славія» (Осієк)      | 1  | 10 | 0 | 1 | 9 | 6  | 32 | 0,187 |

### Таблиця результатів
| Команди               | КОН | ЮГО | ХАЙ | БСК | СЛС | СЛО |
| --------------------- | --- | --- | --- | --- | --- | --- |
| «Конкордія» (Загреб)  | ХХХ | 2:1 | 1:1 | 4:2 | 3:0 | 4:1 |
| «Югославія» (Белград) | 2:2 | ХХХ | 1:1 | 2:1 | 2:1 | 5:0 |
| «Хайдук» (Спліт)      | 5:1 | 2:2 | ХХХ | 3:1 | 3:1 | 2:0 |
| БСК                   | 2:2 | 2:1 | 5:2 | ХХХ | 5:2 | 2:1 |
| «Славія» (Сараєво)    | 1:3 | 2:4 | 4:0 | 0:0 | ХХХ | 3:2 |
| «Славія» (Осієк)      | 0:2 | 0:3 | 1:3 | 0:6 | 1:1 | ХХХ |

## Склади призерів
«Конкордія»: Сергіє Демич (10); Степан Павичич (10), Драгутин Бабич (10): Бошко Ралич (9), Нікола Павелич (8), Даніель Премерл (6,1), Густав Ремець (4), Милош Ферич (3); Егідіо Мартинович (10,1), Радован Павелич (10,4), Іван Павелич (10,10), Борис Праунспергер (9,3), Александар Живкович (8,5), Владимир Лолич (1), Павао Лев (1), Божидар Армано (1); тренер Богдан Цувай.
«Югославія»: Йован Спасич (10); Бранислав Димитрович (10), Теофіло Спасоєвич (8), Богдан Джорджевич (2), Бранко Петрович (1); Момчило Джокич (10), Петар Лончаревич (6,2), Стоян Попович (4,1), Фране Валок (3), Александар Кесич (2); Славко Милошевич (10,5), Борислав Николич (9,5), Добривоє Зечевич (7,4), Боривоє Кесич (6,2), Стеван Лубурич (4,2), Радивой Божич (4), Джордже Детлінгер (4,1), Драгослав Вирич (3), Чедомир Джуканович (2), Милан Миличевич (2); тренер Драган Йованович.
«Хайдук»: Бартул Чулич (10); Марко Мікачич (10), Янко Родін (8); Анджелко Марушич (10), Мирослав Дешкович (10), Велько Подує (9), Душан Стипанович Гузина (1); Лео Лемешич (10,7), Любо Бенчич (10,2), Владимир Крагич (10,3), Анте Бакотич (9,4), Антун Боначич (8,1), Йосип Лін (3,2), Шиме Подує (2,1); тренер Лука Калітерна.

## Найкращі бомбардири
| Голи | Гравець             | Команда            |
| ---- | ------------------- | ------------------ |
| 10   | Іван Павелич        | «Конкордія»        |
| 10   | Благоє Мар'янович   | БСК                |
| 8    | Джордже Вуядинович  | БСК                |
| 7    | Лео Лемешич         | «Хайдук»           |
| 5    | Александар Живкович | «Конкордія»        |
| 5    | Борислав Николич    | «Югославія»        |
| 5    | Славко Милошевич    | «Югославія»        |
| 4    | Анте Бакотич        | «Хайдук»           |
| 4    | Добривоє Зечевич    | «Югославія»        |
| 4    | Радован Павелич     | «Конкордія»        |
| 4    | Йосип Булат         | «Славія» (Сараєво) |
| 4    | Бранко Андучич      | «Славія» (Осієк)   |